# WTA Finals 2023
WTA Finals 2023 var en tennisturnering for kvinder, der bliver spillet udendørs på hardcourtbaner i Estadio Paradisus i Cancún, Mexico i perioden 29. oktober - 6. november 2023. Det var den 52. udgave af WTA Tour-mesterskaberne siden den første turnering i 1972, og turneringen blev afviklet under navnet GNP Seguros WTA Finals Cancun som sæsonens sidste på WTA Tour 2023.
Det var første gang, at mesterskabet blev spillet i Cancún, som blev offentliggjort som værtsby den 7. september 2023.
Singletitlen blev vundet af Iga Świątek, som i finalen besejrede Jessica Pegula med 6-1, 6-0, og som dermed tilbageerobrede førstepladsen på WTA's verdensrangliste fra Aryna Sabalenka, som tidligere på sæsonen havde overtaget positionen som verdensetter fra netop Świątek, og som polakken havde besejret i semifinalen med 6-3, 6-2. Dermed besatte Iga Świątek førstepladsen på ranglisten ved sæsonens afslutning for andet år i træk. Turneringssejren sikrede Świątek sin sjette titel i 2023 og den 17. titel i hendes karriere, og den blev vundet ved kun af afgive 20 partiet i alt i løbet af hendes fem kampe, hvilket var det laveste antal tabte partier på vejen til titlen, siden det nuværende format blev indført i 2003. Den tidligere rekord var blevet sat af Serena Williams, der tabte 32 partier i 2012. Świątek vandt WTA Finals for første gang, og den 22-årige polak blev den yngste vinder af titlen, siden Petra Kvitová sejrede i 2011, og hun blev den anden polske vinder af titlen efter Agnieszka Radwańska som den første polak havde triumferet i 2015 i Singapore.
I doubleturneringen sejrede Laura Siegemund og Vera Zvonarjova efter finalesejr på 6-4, 6-4 over Nicole Melichar-Martinez og Ellen Perez. Både Siegemund og Zvonarjova vandt WTA Finals for første gang, og Laura Siegemund blev den første tyske vinder af doubletitlen ved WTA Finals, mens Vera Zvonarjova, der fødte sit første barn i 2016, blev den første mor, der vandt titlen, siden Cara Black i 2014. Laura Siegemund deltog i WTA Finals for første gang, mens Vera Zvonarjova tidligere havde deltaget fem gange i single med en finaleplads i 2008 som bedste resultat, og debuterede i doublerækken i 2007. Nicole Melichar-Martinez og Ellen Perez var i deres femte WTA-finale i 2023, og det var femte gang, at de måtte forlade slutkampen i taberens rolle. Laura Siegemund og Vera Zvonarjova havde i semifinalen besejret Storm Hunter og Elise Mertens, og da de hidtidige nr. 1 på WTA's verdensrangliste i double, Coco Gauff og Jessica Pegula, ikke formåede at gå videre fra gruppespillet, var semifinalepladsen tilstrækkeligt til, at Storm Hunter efter turneringen overtog førstepladsen på WTA's verdensrangliste i double.
Siden Ruslands invasion af Ukraine i begyndelsen af 2022 havde tennissportens styrende organer, WTA, ATP, ITF og de fire grand slam-turneringer, tilladt, at spillere fra Rusland og Hviderusland fortsat kunne deltage i grand slam-turneringer samt turneringer på ATP Tour og WTA Tour, men de kunne ikke stille op under landenes navne eller flag, og spillerne fra de to lande deltog derfor i turneringen under neutralt flag.

## Præmier
Den samlede præmiesum for WTA Finals 2023 androg $ 9.000.000, hvilket var en stigning på 80 % i forhold til året før.
| Resultat                               | Single        | Double      |
| Resultat                               | Pr. spiller   | Pr. par     |
| -------------------------------------- | ------------- | ----------- |
| Startpenge                             | $ 198.000     | $ 90.000    |
| Vundet kamp i gruppespillet (pr. sejr) | + $ 198.000   | + $ 36.000  |
| Kvalifikation til semifinalerne        | + $ 54.000    | + $ 9.000   |
| Vundet semifinale                      | + $ 756.000   | + $ 144.000 |
| Vundet finale                          | + $ 1.476.000 | + $ 306.000 |

## Damesingle

### Deltagere
Damesingleturneringen har deltagelse af otte spillere. Følgende spillere har kvalificeret sig til mesterskabet. Karolína Muchová var blandt de otte oprindeligt kvalificerede spillere, men hun meldte kort inden turneringen afbud på grund af en håndledsskade, og Maria Sakkari erstattede hende i deltagerfeltet.
| Spiller             | Point | Kvalifikationsdato | Ref.   |
| ------------------- | ----- | ------------------ | ------ |
| Aryna Sabalenka     | 8.425 | 13. juli 2023      | [ 9 ]  |
| Iga Świątek         | 7.795 | 13. juli 2023      | [ 9 ]  |
| Coco Gauff          | 5.955 | 9. september 2023  | [ 10 ] |
| Jelena Rybakina     | 5.865 | 7. september 2023  | [ 11 ] |
| Jessica Pegula      | 4.895 | 2. oktober 2023    | [ 12 ] |
| Ons Jabeur          | 3.695 | 6. oktober 2023    | [ 13 ] |
| Markéta Vondroušová | 3.671 | 6. oktober 2023    | [ 13 ] |
| Karolína Muchová    | 3.650 | 6. oktober 2023    | [ 13 ] |
| Maria Sakkari       | 3.245 | 24. oktober 2023   | [ 7 ]  |

### Grupper
Spillerne blev ved lodtrækning inddelt i to grupper, således at 1.- og 2.-seedet kom i hver sin gruppe, 3.- og 4.-seedet kom i hver sin gruppe osv.
| Gruppe Bacalar      | Gruppe Chetumal         |
| ------------------- | ----------------------- |
| Aryna Sabalenka [1] | Iga Świątek [2]         |
| Jelena Rybakina [4] | Coco Gauff [3]          |
| Jessica Pegula [5]  | Ons Jabeur [6]          |
| Maria Sakkari [8]   | Markéta Vondroušová [7] |

### Gruppespil

#### Gruppe Bacalar
| Dato             | Vinder          | Taber           | Resultat            |
| ---------------- | --------------- | --------------- | ------------------- |
| 29. oktober      | Aryna Sabalenka | Maria Sakkari   | 6–0, 6–1            |
| 29. oktober      | Jessica Pegula  | Jelena Rybakina | 7–5, 6–2            |
| 31. oktober      | Jessica Pegula  | Aryna Sabalenka | 6–4, 6–3            |
| 31. oktober      | Jelena Rybakina | Maria Sakkari   | 6–0, 6–7(4), 7–6(2) |
| 2. november      | Jessica Pegula  | Maria Sakkari   | 6–3, 6–2            |
| 2. - 3. november | Aryna Sabalenka | Jelena Rybakina | 6–2, 3–6, 6–3       |

| Spillere            | Kampe (V-T) | Sæt (V-T)     | Partier (V-T)   |
| ------------------- | ----------- | ------------- | --------------- |
| Jessica Pegula [5]  | 3–0         | 6–0 (100 %)   | 37–19 (66,07 %) |
| Aryna Sabalenka [1] | 2–1         | 4–3 (57,14 %) | 34–24 (58,62 %) |
| Jelena Rybakina [4] | 1–2         | 3–5 (37,5 %)  | 37–41 (47,44 %) |
| Maria Sakkari [8]   | 0–3         | 1–6 (14,29 %) | 19–43 (30,65 %) |

#### Gruppe Chetumal
| Dato        | Vinder      | Taber               | Resultat         |
| ----------- | ----------- | ------------------- | ---------------- |
| 30. oktober | Iga Świątek | Markéta Vondroušová | 7–6(3), 6–0      |
| 30. oktober | Coco Gauff  | Ons Jabeur          | 6–0, 6–1         |
| 1. november | Iga Świątek | Coco Gauff          | 6–0, 7–5         |
| 1. november | Ons Jabeur  | Markéta Vondroušová | 6–4, 6–3         |
| 3. november | Coco Gauff  | Markéta Vondroušová | 5–7, 7–6(4), 6–3 |
| 3. november | Iga Świątek | Ons Jabeur          | 6–1, 6–2         |

| Spillere                | Kampe (V-T) | Sæt (V-T)     | Partier (V-T)   |
| ----------------------- | ----------- | ------------- | --------------- |
| Iga Świątek [2]         | 3–0         | 6–0 (100 %)   | 38–14 (73,08 %) |
| Coco Gauff [3]          | 2–1         | 4–3 (57,14 %) | 35–30 (53,85 %) |
| Ons Jabeur [6]          | 1–2         | 2–4 (33,33 %) | 16–31 (34,04 %) |
| Markéta Vondroušová [7] | 0–3         | 1–6 (14,29 %) | 29–43 (40,28 %) |

### Semifinaler og finale
Ifølge det oprindelige program skulle semifinalerne afvikles lørdag den 4. november og finalen spilles søndag den 5. november, men den anden semifinale mellem Aryna Sabalenka og Iga Świątek blev afbrudt ved stillingen 1-2 i første sæt på grund af dårligt vejr og først genoptaget søndag den 5. november. Samtidig blev afviklingen af finalen udskudt til mandag den 6. november.
| Semifinaler | Semifinaler     | Semifinaler | Semifinaler | Semifinaler |  |   | Finale      | Finale         | Finale | Finale | Finale |
|             |                 |             |             |             |  |   |             |                |        |        |        |
| 5           | Jessica Pegula  | 6           | 6           |             |  |   |             |                |        |        |        |
| 3           | Coco Gauff      | 2           | 1           |             |  |   | 5           | Jessica Pegula | 1      | 0      |        |
| 1           | Aryna Sabalenka | 3           | 2           |             |  | 2 | Iga Świątek | 6              | 6      |        |        |
| 2           | Iga Świątek     | 6           | 6           |             |  |   |             |                |        |        |        |

## Damedouble

### Deltagere
Damedoubleturneringen har deltagelse af otte par. Følgende spillere har kvalificeret sig til mesterskabet:
| Spillere                              | Point | Kvalifikationsdato | Ref.   |
| ------------------------------------- | ----- | ------------------ | ------ |
| Coco Gauff Jessica Pegula             | 5.565 | 22. september 2023 | [ 15 ] |
| Storm Hunter Elise Mertens            | 5.130 | 2. oktober 2023    | [ 12 ] |
| Shuko Aoyama Ena Shibahara            | 3.790 | [[]] 2023          | [ 16 ] |
| Barbora Krejčíková Kateřina Siniaková | 3.785 | 4. oktober 2023    | [ 17 ] |
| Desirae Krawczyk Demi Schuurs         | 3.570 | [[]] 2023          | [ 16 ] |
| Laura Siegemund Vera Zvonarjova       | 3.405 | [[]] 2023          | [ 16 ] |
| Gabriela Dabrowski Erin Routliffe     | 3.386 | [[]] 2023          | [ 16 ] |
| Nicole Melichar-Martinez Ellen Perez  | 3.325 | [[]] 2023          | [ 16 ] |

### Grupper
Parrene blev ved lodtrækning inddelt i to grupper, således at 1.- og 2.-seedet kom i hver sin gruppe, 3.- og 4.-seedet kom i hver sin gruppe osv.
| Gruppe Mahahual                           | Gruppe Maya Ka'an                        |
| ----------------------------------------- | ---------------------------------------- |
| Coco Gauff Jessica Pegula [1]             | Storm Hunter Elise Mertens [2]           |
| Barbora Krejčíková Kateřina Siniaková [4] | Shuko Aoyama Ena Shibahara [3]           |
| Laura Siegemund Vera Zvonarjova [6]       | Desirae Krawczyk Demi Schuurs [5]        |
| Gabriela Dabrowski Erin Routliffe [7]     | Nicole Melichar-Martinez Ellen Perez [8] |

### Gruppespil

#### Gruppe Mahahual
| Dato             | Vinder                                | Taber                                 | Resultat            |
| ---------------- | ------------------------------------- | ------------------------------------- | ------------------- |
| 29. oktober      | Gabriela Dabrowski Erin Routliffe     | Coco Gauff Jessica Pegula             | 7–6(2), 6–3         |
| 31. oktober      | Laura Siegemund Vera Zvonarjova       | Barbora Krejčíková Kateřina Siniaková | 6–3, 6–7(6), [10–5] |
| 1. november      | Gabriela Dabrowski Erin Routliffe     | Laura Siegemund Vera Zvonarjova       | 6–4, 6–2            |
| 1. november      | Barbora Krejčíková Kateřina Siniaková | Coco Gauff Jessica Pegula             | 3–6, 7–5, [10–6]    |
| 3. november      | Gabriela Dabrowski Erin Routliffe     | Barbora Krejčíková Kateřina Siniaková | 6–4, 7–5            |
| 3. - 5. november | Laura Siegemund Vera Zvonarjova       | Coco Gauff Jessica Pegula             | 3–6, 6–4, [10–8]    |

| Spillere                                  | Kampe (V-T) | Sæt (V-T)    | Partier (V-T)   |
| ----------------------------------------- | ----------- | ------------ | --------------- |
| Gabriela Dabrowski Erin Routliffe [7]     | 3–0         | 6–0 (100 %)  | 38–24 (61,29 %) |
| Laura Siegemund Vera Zvonarjova [6]       | 2–1         | 4–4 (50 %)   | 29–32 (47,54 %) |
| Barbora Krejčíková Kateřina Siniaková [4] | 1–2         | 3–5 (37,5 %) | 30–37 (44,78 %) |
| Coco Gauff Jessica Pegula [1]             | 0–3         | 2–6 (25 %)   | 30–34 (46,88 %) |

#### Gruppe Maya Ka'an
| Dato                      | Vinder                               | Taber                                | Resultat         |
| ------------------------- | ------------------------------------ | ------------------------------------ | ---------------- |
| 29. oktober               | Shuko Aoyama Ena Shibahara           | Desirae Krawczyk Demi Schuurs        | 7–5, 6–2         |
| 30. oktober               | Storm Hunter Elise Mertens           | Shuko Aoyama Ena Shibahara           | 6–4, 6–2         |
| 31. oktober - 1. november | Storm Hunter Elise Mertens           | Nicole Melichar-Martinez Ellen Perez | 7–5, 6–4         |
| 2. november               | Nicole Melichar-Martinez Ellen Perez | Shuko Aoyama Ena Shibahara           | 4–6, 6–2, [10–6] |
| 2. november               | Storm Hunter Elise Mertens           | Desirae Krawczyk Demi Schuurs        | 6–2, 6–3         |
| 3. november               | Nicole Melichar-Martinez Ellen Perez | Desirae Krawczyk Demi Schuurs        | 6–2, 7–5         |

| Spillere                                 | Kampe (V-T) | Sæt (V-T)     | Partier (V-T)   |
| ---------------------------------------- | ----------- | ------------- | --------------- |
| Storm Hunter Elise Mertens [2]           | 3–0         | 6–0 (100 %)   | 37–20 (64,91 %) |
| Nicole Melichar-Martinez Ellen Perez [8] | 2–1         | 4–3 (57,14 %) | 33–28 (54,1 %)  |
| Shuko Aoyama Ena Shibahara [3]           | 1–2         | 3–4 (42,86 %) | 27–30 (47,37 %) |
| Desirae Krawczyk Demi Schuurs [5]        | 0–3         | 0–6 (0 %)     | 19–38 (33,33 %) |

#### Semifinaler og finale
Semifinalerne var egentlig programsat til lørdag den 4. november, men eftersom gruppespillet på grund af utallige regnvejrsafbrydelser først blev spillet færdig om formiddagen den 5. november, blev semifinalerne først spillet om eftermiddagen den 5. november, mens finalen følgelig blev udsat fra den 5. til 6. november.
| Gabriela Dabrowski |
| Erin Routliffe     |

| Nicole Melichar-Martinez |
| Ellen Perez              |

| Nicole Melichar-Martinez |
| Ellen Perez              |

| Laura Siegemund |
| Vera Zvonarjova |

| Laura Siegemund |
| Vera Zvonarjova |

| Storm Hunter  |
| Elise Mertens |